# Montante (náutica)
En náutica, el término montante puede referirse a:
- a la pieza que en las embarcaciones antiguas, descansaba sobre las curvas de los jardines, se apoyaba sobre el costado y daba principio a la formación del coronamiento de popa.
- piezas que formaban en una y otra banda el contorno de la popa, desde la curva o arco de los jardines, donde se afirmaba su pie, hasta el costado en que iban empernadas.